# Rendon
Rendon statisztikai település az USA Texas államában, Tarrant megyében. Lakosainak száma 13 533 fő (2020. április 1.).

## Népesség
A település népességének változása:

| 2010 | 12 552 |
| 2020 | 13 533 |